# Ildephonse Fave
Ildephonse Fave, francoski general in pedagog, * 1812, † 1894.
1. ↑  podatkovna baza Léonore — ministère de la Culture.
2. 1 2  Annuaire prosopographique : la France savante — 2009.
3. 1 2  Nacionalna zbirka normativnih podatkov Češke republike
4. ↑  data.bnf.fr: platforma za odprte podatke — 2011.